# Каныш Сатпаев (судно)
«Каны́ш Сатпа́ев» (каз. Қаныш Сәтбаев) — казахстанское научно-исследовательское судно проекта Vard SVC3. Предназначено для обеспечения безопасности судоходства. Первое специализированное научно-исследовательское судно Казахстана. Названо в честь казахстанского учёного-геолога Каныша Сатпаева.

## Характеристики
Научно-исследовательское судно «Каныш Сатпаев» предназначено для изучения морского дна, фауны, бентоса и др. Каспия, забора проб воздуха и грунта. Судно оснащено двумя научными лабораториями и офисом, рабочей 6-местной лодкой Noreq, спасательной 15-местной шлюпкой WEEDO 600, 10-метровым краном грузоподъёмностью 2 тонны, буксирной лебёдкой (5 тонн), располагает спутниковой радиосвязью, средствами GMDSS A1 + A2 + A3. Машинное отделение полностью автоматизировано, оснащено системой спуска научного оборудования и кладовыми помещениями для хранения научных проб. Благодаря низкой осадке может работать в условиях мелководья Северного Каспия, где глубина не превышает 3-4 метров.
Стоимость судна составила 10 млн долларов США (по другим данным — 9,3 млн долларов).
Судно будет вести мониторинг экологического состояния вод вокруг месторождения Кашаган. Разработка месторождения ведётся консорциумом North Caspian Operating Company (NCOC), которое и взяло в аренду судно. В виду неоднократной критики из-за деятельности компании, в частности гибели каспийского тюленя в местах проходки ледоколов («Тулпар», «Мангыстау-3» и др.), предполагается, что критика возымела действие.

## Служба
Строительство судна для компании Caspian Offshore Construction (COC) велось на верфи Vard Braila в Румынии. Заложено под заводским номером 717 по проекту Vard SVC3. Вступило в строй 29 сентября 2014 года. Пришло в казахстанский порт Актау на Каспии по реке Дунай, через Чёрное и Азовское моря, по внутренним водным путям России (река Дон — Волго-Донской канал — река Волга). 7 ноября 2014 года судно направилось в первое плавание на север Каспийского моря.
Судно выполняет рутинные операции в районе нефтяного месторождения Кашаган. Технические характеристики и параметры «Каныша Сатпаева» позволяют ему стать и спасательным судном. Так, в случае необходимости судно может произвести эвакуацию 20 человек.

## Капитаны судна
- 2014-? — Жумажан Догдырбай[3]
- 2014? — Леонид Половинкин[4]
- 2020-? — Сергей Ганькин

## В культуре и искусстве
В алматинском музее имени К. Сатпаева имеется макет судна, подаренный компанией Caspian Offshore Construction.